# Josef Preis

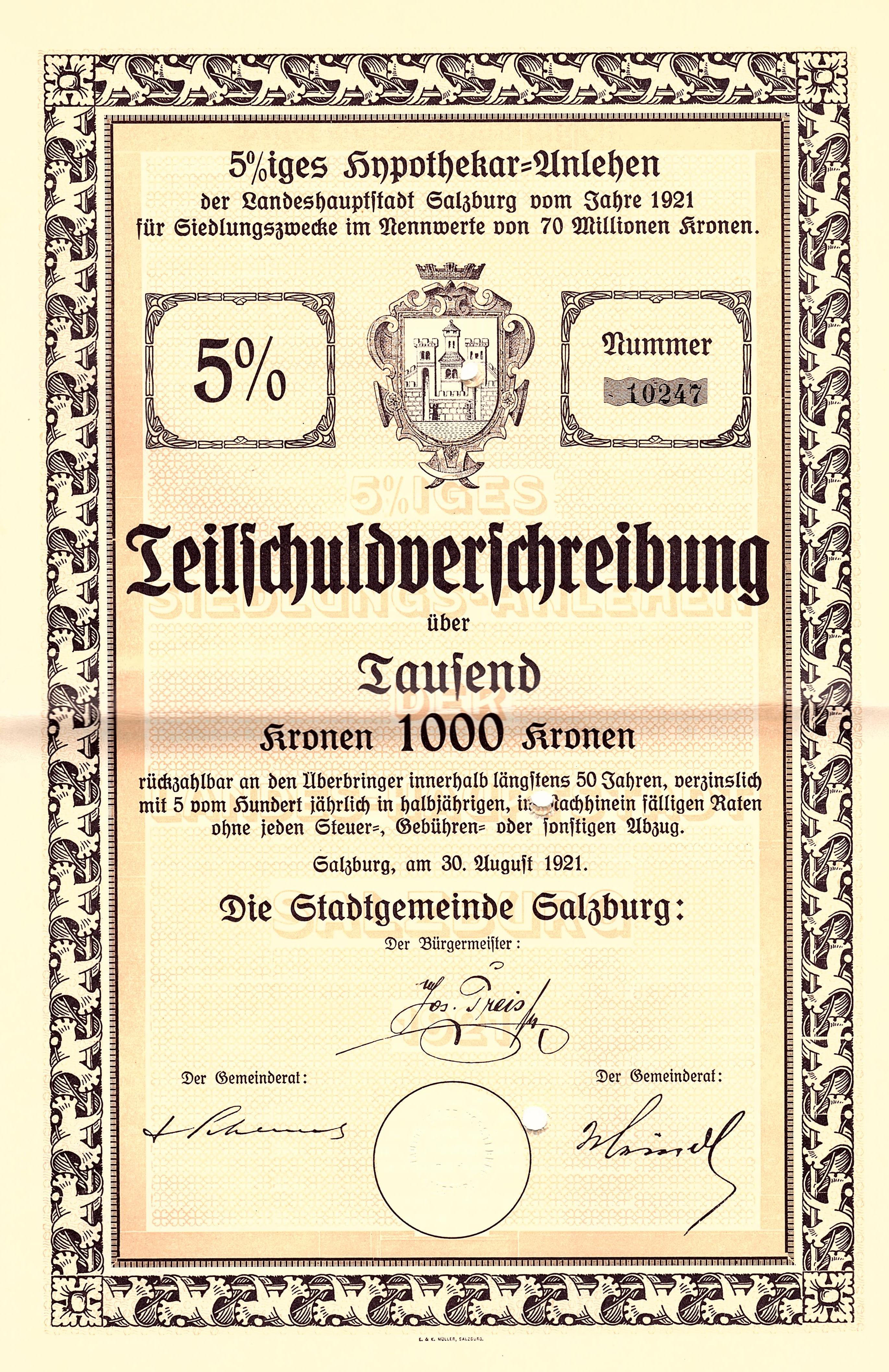
Anlehen der Landeshauptstadt Salzburg vom 30. August 1921 mit Unterschrift von Bürgermeister Jos. Preis

Josef Preis (* 19. September 1867 in Siezenheim, Österreich; † 25. Oktober 1944 ebenda) war in den Jahren von 1919 bis 1927 Bürgermeister der Landeshauptstadt Salzburg sowie daran anschließend bis 1934 Vize-Bürgermeister und beinahe zwei Jahrzehnte Abgeordneter zum Salzburger Landtag.
Ihm zu Ehren wurde 1955 die im Stadtteil Nonntal südlich der Nonntaler Schule gelegene, sich bis zur Berchthold-Villa erstreckende Allee in Josef-Preis-Allee benannt.
Seine Grabstätte befindet sich auf dem Salzburger Kommunalfriedhof.